# Карате клуб Борац Чачак
Карате клуб Борац Чачак је први клуб борилачких вештина основан у Чачку. Клуб има дугогодишњу традицију, и многобројне успешне каратисте међу којима су и Славољуб Пипер. Тренинзи се одржавају на три различита места у Чачку, у спортској дворани „Соколана” и у салама ОШ „Танаско Рајић” и ОШ „Свети Сава”. Клуб организује многобројна такмичења, од којих је најзначајније међународно такмичење „Златни појас Чачка”.   

## Историја клуба
Први карате клуб у Чачку основан је 2. јуна 1970. године. Први назив клуба био је „Партизан“. Од 1973. клуб носи назив Карате клуб Борац Чачак.
Први тренер клуба био је Зоран В. Петровић, први председник Перо Чуровић, а први инструктор Томислав Михајловић.  
Најуспешнији такмичар прве генерације карате клуба Борац, дугогодишњи капитен и тренер многих успешних каратиста био је југословенски репрезентативац Симо Рајичић, данашњи председник клуба. 
Први карате меч у Чачку одржан је 28. новембра 1970. године у част Дана Републике, између домаћег Борца и екипе Медицинара из Београда.

## Успеси клуба
- Клуб је кроз историју имао преко 20.000 чланова
- Клуб је деценијама члан Прве Карате лиге
- Клуб је дао више од 500 карате мајстора
- Клуб је дао 20 државних репрезентативаца
- Клуб је освојио 12 европских трофеја
- Клуб је освојио преко 5000 медаља и трофеја на такмичењима у земљи

## Клуб данас
Клуб данас броји око 800 чланова. Тренинзи се одржавају на више места у граду, у спортској дворани ,,Соколана" као главном месту, и у салама ОШ „Танаско Рајић” у Љубићу, и у ОШ „Свети Сава” у Атеници, уз многобројне тренере. Клуб и данас поседује веома успешне каратисте, репрезентативце, међу којима су и Стефан Јоксић. Главни тренер клуба је Славољуб Пипер, потпредседник Европске карате федерације и носилац деветог дана црног појаса, а тренутни председник клуба је Симо Рајичић, успешни југословенски каратиста.

## Спољашњи извори
- Званични сајт клуба
- Карате федерација Србије
- https://ksus.rs/
- Емисија посвећена клубу